# Палагнюк, Василий Васильевич
Василий Васильевич Палагнюк (укр. Василь Васильович Палагнюк; 7 марта 1991, Киселёв, Черновицкая область) — украинский футболист, нападающий. Лучший бомбардир в истории черновицкой «Буковины» в украинский период. В настоящее время игрок клуба «Пробий».

## Биография
Воспитанник ДЮСШ «Буковина», где и начал свои первые шаги в футбольной карьере. В чемпионате Украины (ДЮФЛ) выступал за черновицкую «Буковину» и киевское «Динамо». В 2008 году играл в любительском коллективе «Лужаны», вместе с которым стал победителем любительского чемпионата Украины.
Профессиональную карьеру начал в алчевской «Стали», где и дебютировал в Первой лиге Украины в 2009 году. В футболке алчевской «Стали» провёл 96 матчей и отметился 12 забитыми голами во всех турнирах. В 2012—2013 годах выступал за «Крымтеплицу», проведя 47 матчей, в которых забил 6 голов. В 2013 году перешёл в родную «Буковину», где по завершении сезона стал лучшим бомбардиром команды.
В 2014 году выступал в армянском «Гандзасаре», где в Премьер лиге Армении забил 6 голов в 11 матчах. В апреле 2015 года вернулся в «Буковину», став снова лучшим бомбардиром. В августе 2016 года перешёл в состав вице-чемпиона Молдовы ФК «Дачия» (Кишинёв), но в конце того же года прекратил сотрудничество с командой. В январе 2017 года находился на просмотре в донецком «Олимпике», однако до подписания контракта дело не дошло.
Долгое время находился в статусе свободного агента и лишь только в сентябре того же года смог трудоустроиться в «Вересе» (Ровно). Дебютировал за «Верес» 20 числа того же месяца в матче 1/16 финала кубка Украины против «Агробизнеса» (Волочиск). Победу одержала команда Василия, который в том матче провел все основное время. 4 ноября 2017 года выйдя на замену во втором тайме, впервые сыграл в Премьер-лиге Украины в матче против кропивницкой «Зирки».
В декабре того же года НК «Верес» решил не продлевать контракт с Василием, за это не продолжительное время за первую команду он сыграл в 8-ми матчах (5 в чемпионате и 3 кубковых поединка), также регулярно играл за дублирующий состав. В кубке Украины вместе с командой дошел до четвертьфинальной стадии, где потерпел поражение от донецкого «Шахтёра». В феврале 2018 года во второй раз в своей карьере стал игроком кишинёвской «Дачии», однако в скором времени команда отказалась играть в высшей лиге чемпионата сезона 2018 года.
С июля 2019 года вновь был заявлен за родную черновицкую команду. 16 октября 2021 года Василий провел 100-й официальный матч в «футболке» черновицкой «Буковины» (29 матчей в первой лиге, 65 во второй и 6 кубковых игр), а уже 30 октября следующего года отметился 50-м официальным забитым голом в составе родной команды (17 голов в первой лиге, 31 во второй и 2 кубковых гола).
22 сентября 2023 года в матче 9-го тура Первой лиги «Подолье» — «Буковина», завершившегося вничью 1:1, стал знаковым для нападающего черновицкого клуба: на 48-й минуте игры опытному форварду удалось забить 57-й гол за свою карьеру в составе «желто-черных». Таким образом, Палагнюку подчинилось историческое достижение: футболист стал лучшим бомбардиром в истории «Буковины» в украинский период, превзойдя рекорд Бориса Финкеля, который держался более 24-х лет. Всего для покорения бомбардирского рекорда Василию понадобилось сыграть за черновицкий клуб в 136 матчах — это лучший средний показатель (0,42 гола за игру) среди топ-5 лучших бомбардиров «Буковины» в украинский период.
28 октября 2023 года Палагнюк провел 200-й официальный матч в первой лиге Украины, а также достиг отметки в 45 забитых мячей в рамках данного турнира. 20 апреля 2024 года Василий впервые в своей карьере забил четыре мяча в одном матче (поединок первой лиги Украины: «Металлург» — «Буковина»), оформив покер в этом поединке Палагнюк повторил достижение Бориса Финкеля (он стал вторым игроком «Буковины» после Финкеля, которому удалось оформить покер в Первой лиге), также нападающий черновицкого клуба стал 25-м исполнителем, которому в Первой лиге удалось отличиться сразу четырьмя забитыми голами за одну игру.
В летнее межсезонье 2024 года, после многих проведенных лет по обоюдному согласию сторон прекратил сотрудничество с родным клубом. За это время в составе «желто-черных» нападающий провел семь сезонов, сыграл 153 официальных матча и отличился 68 голами.
Василий, спасибо за самоотдачу и характер, за огромное количество важных голов и незабываемые эмоции и за твою искреннюю любовь к «Буковине»! Желаем удачи, легенда!Пресс-служба ФК «Буковина»

## Достижения
Профессиональный уровень 
- Бронзовый призёр Первой лиги Украины (2): 2009/10, 2010/11
- Победитель Второй лиги Украины: 2024/25

 Любительский уровень 
- Чемпион Украины: 2008

## Статистика
| Украина              | Матчи | Количество забитых мячей |
| -------------------- | ----- | ------------------------ |
| Премьер-лига         | 5     | 0                        |
| Кубок                | 18    | 2                        |
| Первая лига          | 212   | 53                       |
| Вторая лига          | 77    | 35                       |
| Премьер-лига (U-21)  | 8     | 2                        |
| Всего                | 320   | 92                       |
| Зарубежье            | Матчи | Количество забитых мячей |
| Премьер-лига Армении | 11    | 6                        |
| Кубок Армении        | 2     | 0                        |
| Высшая лига Молдавии | 10    | 2                        |
| Кубок Молдавии       | 1     | 0                        |
| Всего                | 24    | 8                        |
| Всего за карьеру     | 344   | 100                      |